# Franciszek Ślusarczyk (polityk)
Franciszek Ślusarczyk (ur. 16 sierpnia 1895 w Krakowie, zm. 17 marca 1963 tamże) – polski nauczyciel i działacz polityczny, poseł do Krajowej Rady Narodowej (1944–1947) oraz prezydent Rzeszowa (1944–1948).

## Życiorys
Urodził się w rodzinie Franciszka i Marii Sendor. W czasie I wojny światowej, od sierpnia 1914 walczył w I Brygadzie Legionów Polskich. Po ukończeniu seminarium nauczycielskiego pracował w inspektoracie szkolnym w Rzeszowie, był również nauczycielem. W latach 20. zatrudniony w Drukarni Udziałowej w Rzeszowie (jako księgowy i dyrektor administracyjny). Na krótko przed wybuchem II wojny światowej pełnił obowiązki wiceprezydenta miasta. 
W czasie okupacji niemieckiej uczestniczył w tajnym nauczaniu, był aresztowany. 
W 1944 objął obowiązki prezydenta Rzeszowa (do 1948). Zasiadał w Krajowej Radzie Narodowej (1944–1947). W 1945 organizował struktury SD w Rzeszowie i na Podkarpaciu, był przewodniczącym WK. W 1947 bez powodzenia ubiegał się o mandat poselski w okręgach Gorlice i Rzeszów. W latach 1949–1959 zatrudniony w Dyrekcji Budowy Osiedli Robotnicznych w Krakowie. Przez krótki okres pełnił obowiązki ławnika Sądu Wojewódzkiego w Krakowie. 
Był mężem Jadwigi z Niżankowskich (ur. 1908). Mieli jedno dziecko. 
Pochowany na cmentarzu Rakowickim w Krakowie.

## Ordery i odznaczenia
- Krzyż Kawalerski Orderu Odrodzenia Polski (12 czerwca 1946)[6]
- Medal Zwycięstwa i Wolności 1945